# BDH-Klinik Waldkirch

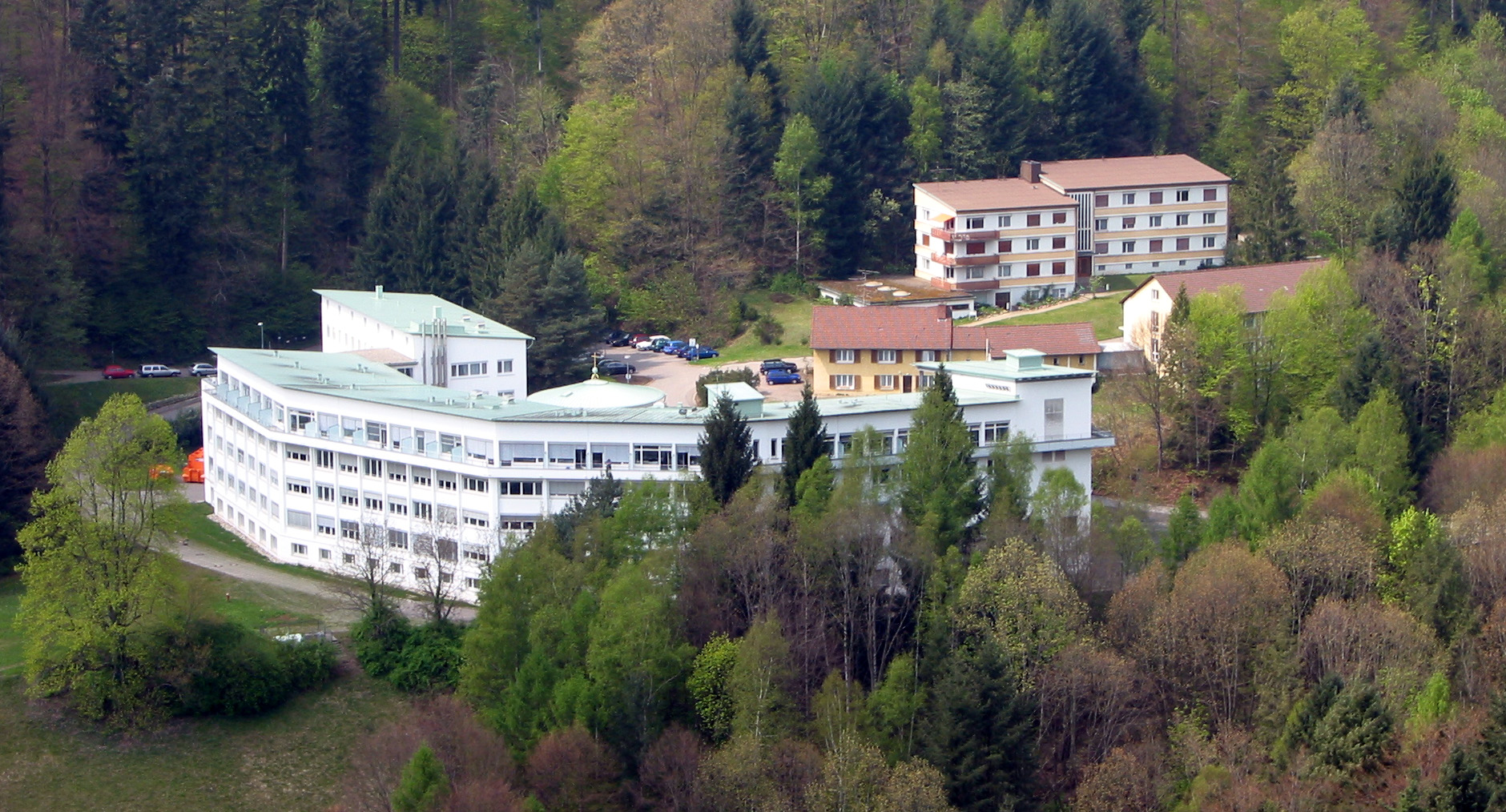
BDH-Klinik Waldkirch (vormals Bruder-Klaus-Krankenhaus)

Die BDH-Klinik Waldkirch ist mit ihren 108 Planbetten ein Krankenhaus der Grund- und Regelversorgung. Träger ist seit 1. April 2019 der BDH Bundesverband Rehabilitation mit Sitz in Bonn.

## Geschichte
Das Vorgängerkrankenhaus geht auf einen Spitalfonds des Klosters Margarethen zurück, dessen Stiftungsdatum nicht bekannt ist. Das Stift bestand ungefähr ab dem Jahr 918, die Spitalkirche wurde 1178 erstmals erwähnt. 1809 wurde das Armenspital in eine Krankenanstalt umgewandelt. Es gelang Schwestern vom Orden des hl. Vinzenz von Paul anzustellen, von denen die ersten am 3. November 1853 eintrafen. Am 14. September 1874 wurde in der Freiburger Straße der Grundstein zu einem Neubau des mittelalterlichen Spitalgebäudes gelegt, der am 16. Oktober 1876 eingeweiht wurde. 1913 das Gebäude durch ein zweites Obergeschoss erweitert.

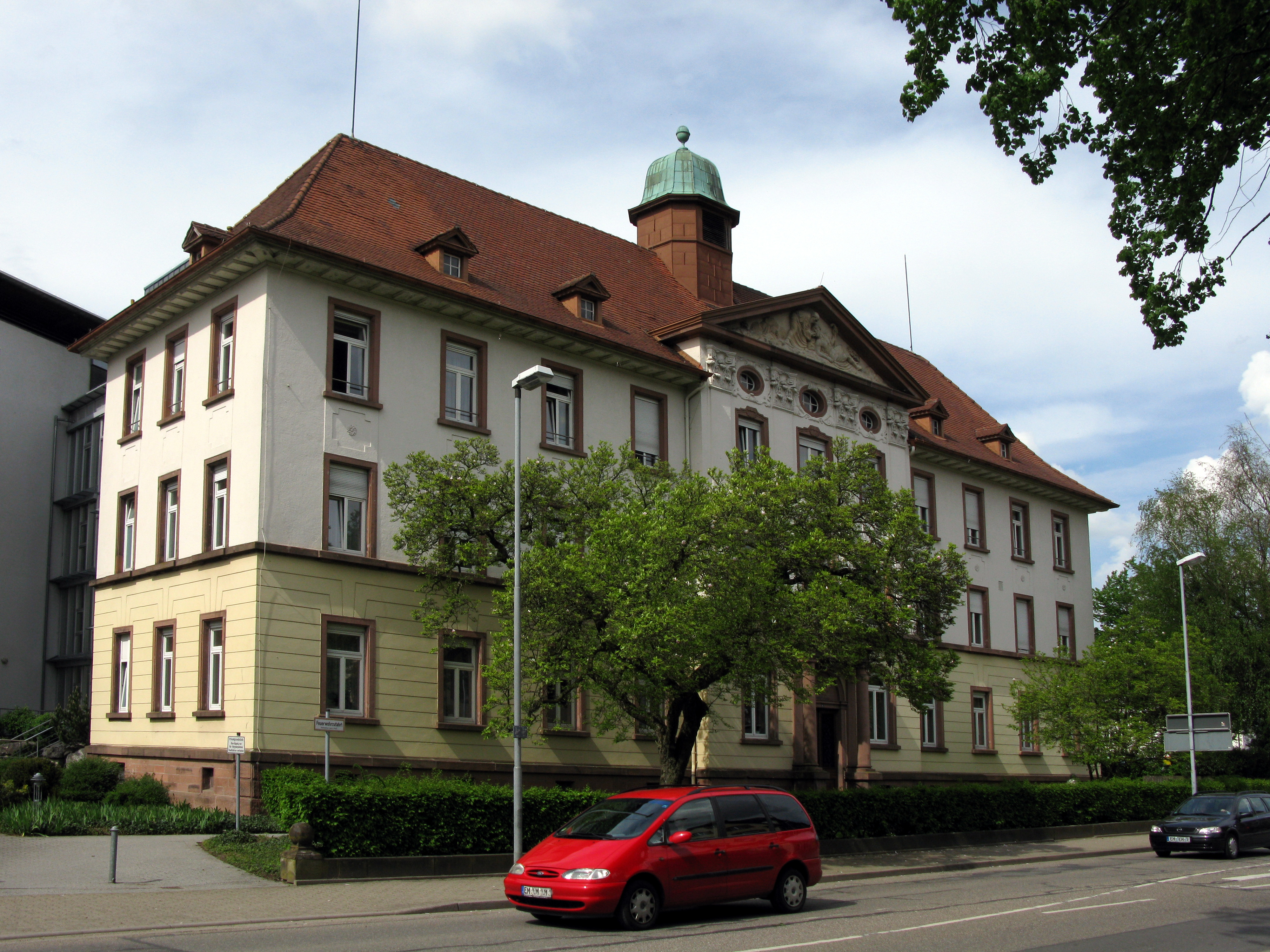
Ehemaliges Waldkircher Krankenhaus, St. Nikolaus-Spital

Im Zuge einer weiteren, ab dem Jahr 1953 geplanten Vergrößerung, wurde beschlossen, das Krankenhaus wegen seiner Lage an der verkehrsreichen Straße und seines baufälligen Zustands nicht weiter zu betreiben. Dafür wurde auf dem Heiterebühl das Bruder-Klaus-Krankenhaus errichtet und im Mai 1956 eingeweiht. Am 31. Mai 1956 wurde St. Nikolai geschlossen und dient seitdem als Altersheim.
Träger des Bruder-Klaus-Krankenhauses wurde indes die Franziskus GmbH in Freiburg, aus der später die Kongregation der Franziskanerinnen Erlenbad e.V. in Sasbach werden sollte. Neben 175 Betten in den Fachabteilungen Innere Medizin und Chirurgie sowie in einer Belegabteilung Gynäkologie/Geburtshilfe, besaß das Krankenhaus im dritten Obergeschoss ein Sanatorium. In einem benachbarten Erweiterungsbau entstand eine Krankenpflegeschule.
Bis zum Jahr 2001 wurden im Rahmen einer Gesamtsanierung des Gebäudes die Planbetten auf 110 reduziert, die Funktionsbereiche erweitert und im dritten Obergeschoss eine interdisziplinäre Wahlleistungsstation eingerichtet. Die 40 Betten des Sanatoriums waren bereits nach 1972 aufgegeben worden, was Platz für die Nutzung durch das Krankenhaus gemacht hatte.

## Gegenwart und Zukunft
Seit 1. April 2019 gehört das Bruder-Klaus-Krankenhaus als BDH-Klinik Waldkirch zum BDH Bundesverband Rehabilitation.
Geplant war neben einer Weiterführung der Chirurgie und Inneren Medizin zunächst die weiterführende Neurologie in Zusammenarbeit mit der BDH-Klinik Elzach. Stattdessen wurde im Oktober 2020 eine Abteilung für Geriatrische Frührehabilitation (Frühreha-Komplexbehandlung) unter der Leitung von Wallesch, ehemaliger Chefarzt der BDH-Klinik Elzach, eröffnet.
Im Dezember 2020 wurde schließlich nach längeren Planungen das stationäre Behandlungsangebot der rund 70 km entfernten Lungenfachklinik Klinik St. Blasien im Landkreis Waldshut mit einer Intermediate-Care-Station für Beatmungsentwöhnung nach Waldkirch verlagert, um Synergieeffekte zu nutzen.
Die Klinik nimmt ihren Betrieb im Januar 2021 unter dem neuen Namen Lungenklinik Breisgau auf.

## Ausbildung
Bis 2003 wurden an der Krankenpflegeschule des damaligen Bruder-Klaus-Krankenhauses Krankenschwestern und Krankenpfleger theoretisch ausgebildet, mit Reform des Krankenpflegegesetzes wurde die Schule geschlossen und die Ausbildung nach Freiburg verlagert.
Bereits seit 2001 verfügt die BDH-Klinik Elzach über eine staatlich anerkannte Schule für Gesundheits- und Krankenpflegehilfe und bildet jedes Jahr ca. 20 Schüler zu staatlich anerkannten Gesundheits- und Krankenpflegehelfern aus. Schon damals fand ein Teil der praktischen Ausbildung (6 Wochen) für die Auszubildenden in der Chirurgie des Bruder-Klaus-Krankenhauses statt. Nach dessen Übernahme durch den BDH Bundesverband Rehabilitation wurde die Schule mit Ausbildungsbeginn zum 1. Oktober 2019 von Elzach nach Waldkirch verlegt, um den Auszubildenden einen attraktiveren Standort zu bieten. Die praktische Ausbildung findet weiterhin auch in Elzach statt.